# 串铃草
串铃草（学名：Phlomoides mongolica），为唇形科糙苏属下的一个植物种。种名mongolica意为蒙古的。